# Qianjiang Groep
De Qianjiang Group Co., Ltd. is een Chinees beursgenoteerd bedrijf dat voornamelijk motorfietsen en scooters produceert, maar daarnaast ook tuingereedschap, pompen, comressoren en boilers. Het bedrijf werd in 1971 opgericht.
Andere bedrijfsnamen die voor het bedrijf weleens worden gebruikt in Engelstalige landen zijn Zhejiang Qianjiang Motocycle Co., Ltd. en China Qianjiang Group.
Scooters, motorfietsen, maar ook quads worden vanaf 1987 geproduceerd en sinds 1999 onder de merknaam “Keeway” wereldwijd verkocht. In China zelf wordt de merknaam “Qianjiang” (naar de rivier Qiantang Jiang) gebruikt. Het bedrijf heeft ca. 14.000 werknemers en produceert jaarlijks ca. 1,2 miljoen motorfietsen en scooters en 2 miljoen inbouwmotoren.
Het Europese hoofdkantoor bevindt zich in Szentendre (Hongarije). In 2005 nam de Qianjiang groep het Italiaanse motorfietsmerk Benelli over.

## Modellen

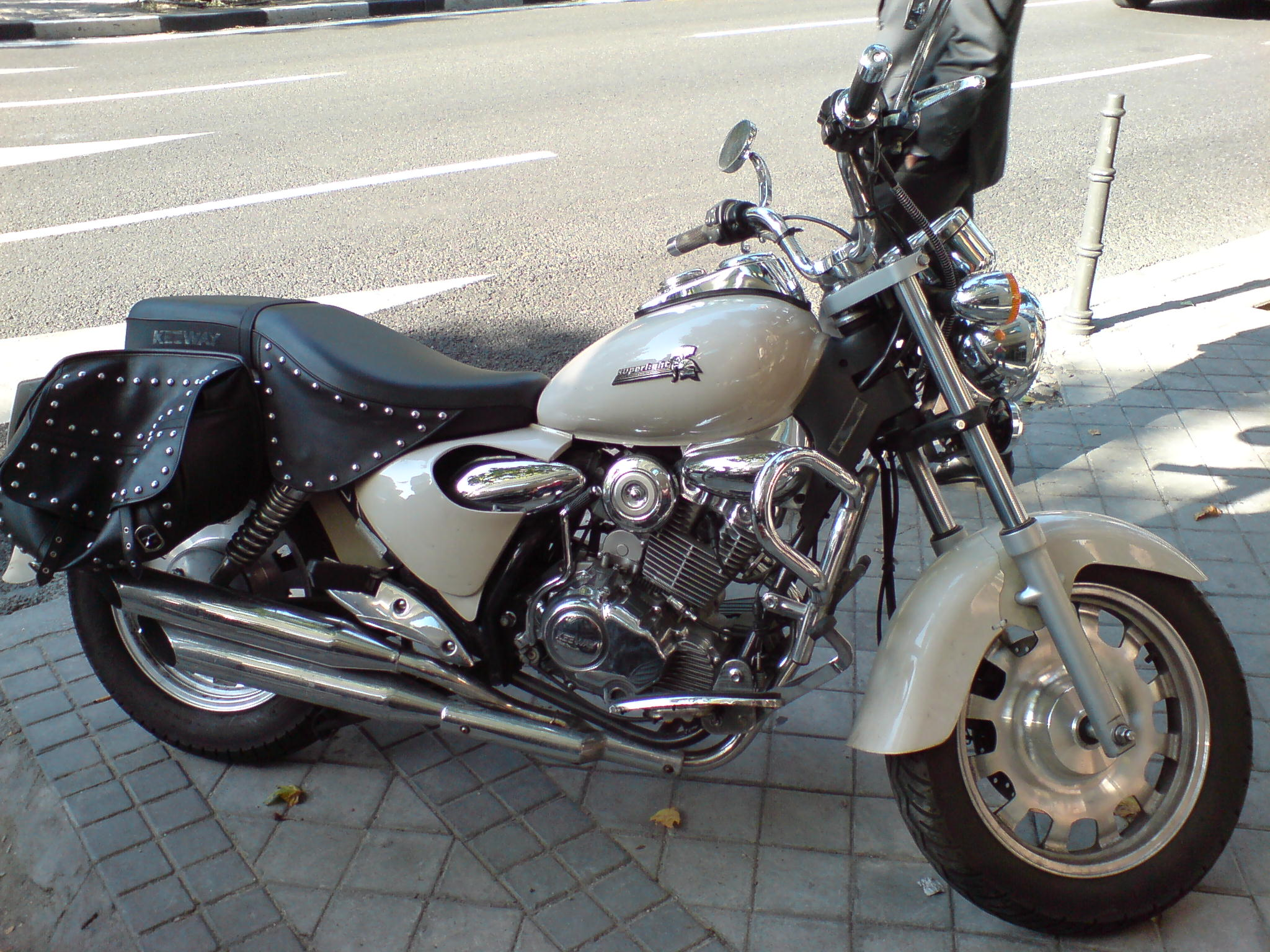
Keeway 125 cc Superlight

- Keeway Dragon (Quad)
- Keeway F-act
- Keeway Flash
- Keeway Hurricane (Keeway Easy)
- Keeway Matrix
- Keeway Outlook
- Keeway RY6
- Keeway RY8
- Keeway Speed
- Keeway Superlight
- Keeway Swan
- Keeway X-ray Enduro
- Keeway X-ray Supermoto
- Keeway Arn
- Keeway Goccia
- Keeway tx 50